# Odmítnutí dědictví
Odmítnutí dědictví je jednostranné hmotněprávní jednání fyzické nebo právnické osoby ve vztahu ke konkrétnímu zůstaviteli, v jehož důsledku se ten, kdo dědictví odmítl, nestane dědicem po zůstaviteli, ačkoliv jinak by se jeho dědicem stal a výslovně se vzdává práva na dědictví. Obecně platí, že pozůstalost se nedá nikomu vnutit, proto zde existuje toto právo dědictví odmítnout. V případě, že soud podává vyrozumění o dědickém právu člověku, kterého lze považovat za dědice, dává danému člověku najevo nejenom to, že mu svědčí nějaký dědický titul, a tím je povolán k tomu, aby po zůstaviteli dědil, ale i poskytuje lhůtu k odmítnutí dědictví (deliberační lhůtu). Soud v tom případě podá dědici poučení, jakým způsobem může dědic dědictví odmítnout, k jakému orgánu odmítnutí směřovat a v jaké lhůtě to učinit. Dědic je také poučen o tom, jaké následky s sebou přináší odmítnutí dědictví.

## Současná česká právní úprava
Možnost odmítnutí dědictví je popsána v části třetí, hlavě III. občanského zákoníku.
K odmítnutí dědictví ze strany dědice musí dojít vždy výslovně. K výslovnému odmítnutí dojde ve chvíli, kdy se dědic, nebo osoba, která jej zastupuje výslovně vyjádří, že dědictví odmítá. K výslovnému odmítnutí může dojít ústně nebo písemně. Písemné podání se činí v listinné nebo elektronické podobě prostřednictvím veřejné datové sítě, telegraficky nebo telefaxem. Ústní podání se činí do protokolu.
Odmítnutí musí vždy splňovat obecné náležitosti podání. Z podání musí být patrné, komu je určeno, kdo jej podává, které věci se týká a co sleduje, a musí být podepsáno a datováno. Odmítnutí dědictví je třeba učinit vůči soudu, u kterého je řízení o pozůstalosti vedeno, a adresováno musí být konkrétnímu soudnímu komisaři, který byl pověřen provedením úkonů v řízení o pozůstalosti. Není však na závadu podání, je-li adresováno rovněž soudu, u kterého je řízení o pozůstalosti vedeno.
Rozlišujeme také mezi pojmy odmítnutí dědictví a vzdání se dědictví. Vzdání se dědictví je právní jednání, které předpokládá vícero dědiců. Některý z dědiců se poté může vzdát svého dílu dědictví ve prospěch jiného dědice. Souhlasí-li s tímto řešením i druhý dědic, přiroste mu dědický podíl, vztahující se zprvu na prvního dědice, který se dědictví vzdal. Odlišit je také nutné zřeknutí se dědického práva. Tento akt je vyjádřením potenciálního dědice, že se zříká svého dědického práva. Je to akt, který se koná předem, ještě za života zůstavitele a uzavírá se smlouvou se zůstavitelem. Předmětem tohoto zřeknutí je tedy dědické právo v budoucnosti, kterého se dědic zříká. Zřeknutí se dědictví lze učinit ve prospěch jiné osoby, ale i bez vazby na konkrétní osobu. Nejčastěji dochází ke zřeknutí se dědictví ve chvíli, kdy ze zůstavitelovy strany směrem k potenciálnímu dědici již plyne nějaké plnění (např. daruje nemovitost jednomu potomku, který se zřekne dědického práva, a dědit bude pouze druhý potomek).

### Lhůta odmítnutí dědictví
Odmítnutí dědictví může být učiněno ve lhůtě určené soudem. Úprava lhůty k odmítnutí dědictví je obsažena ve dvou dokumentech. Je jím občanský zákoník (dále jen ObčZ) a zákon o zvláštních řízeních soudních (dále jen ZŘS). § 164 ZŘS odstavec 1 věta druhá: K odmítnutí dědictví soud v usnesení stanoví lhůtu 1 měsíce nebo, má-li vyrozumívaný jediné bydliště v zahraničí, 3 měsíce od doručení usnesení; z důležitých důvodů může být lhůta k odmítnutí dědictví přiměřeně prodloužena. Úprava v ObčZ § 1487 odstavec 1 věta druhá: Dědictví lze odmítnout do jednoho měsíce ode dne, kdy soud dědice vyrozuměl o jeho právu odmítnout dědictví a o následcích odmítnutí; má-li dědic jediné bydliště v zahraničí, činí lhůta k odmítnutí dědictví tři měsíce. Jsou-li pro to důležité důvody, soud dědici lhůtu k odmítnutí dědictví přiměřeně prodlouží. Obě úpravy se tedy liší pouze formulačně. Lhůta lze prodloužit jedině před jejím uplynutím, po jejím uplynutí již lhůtu prodloužit nelze.
Zvláštní případ nastane, když je v dědické smlouvě jasně uvedeno, že dědic nesmí dědictví odmítnout (§ 1485 odstavec 1 ObčZ): Dědic má právo po smrti zůstavitele dědictví odmítnout; smluvní dědic však jen, pokud to není dědickou smlouvou vyloučeno. Odmítá-li dědictví nepominutelný dědic, může dědictví odmítnout s výhradou povinného dílu.
Lhůta k odmítnutí dědictví má hmotněprávní povahu. To je důležité zejména pro posouzení, zda bylo odmítnutí učiněno ve lhůtě k tomu stanovené.

### Doručení vyrozumění o dědickém právu
Osobě, která se má stát dědicem musí být doručeno vyrozumění o dědickém právu. Toto usnesení se doručuje do vlastních rukou osobám, kterým nebylo vyhlášeno při jednání a jedná se o usnesení, proti kterému se nedá odvolat.
V případě, že se některé osobě nepodařilo doručit vyrozumění o dědickém právu na adresu jeho trvalého bydliště, považuje se tato osoba za dědice neznámého pobytu. Tato osoba se poté o dědickém právu vyrozumívá vyhláškou. Vyhláška vyzve dědice, aby se přihlásil soudu nebo opatrovníkovi, který mu byl přidělen. Soud opět určí lhůtu k tomuto přihlášení, která nesmí být kratší než 6 měsíců od vyvěšení vyhlášky na úřední desce soudu. Ve vyhlášce je také dědic poučen o tom, jaké následky pro něj plynou z toho, že o osobě nedá včas vědět. K takové osobě se v řízení o pozůstalosti poté nepřihlíží, neúčastní se řízení a ani nemá právo na vypořádání svého dědického podílu. (Podle předcházející právní úpravy byla délka této lhůty stanovena na 1 měsíc, dnešní úprava tedy prodloužila tuto lhůtu a tím prodloužila celé pozůstalostní řízení).

### Následky odmítnutí dědictví
Uplynutím lhůty pro odmítnutí dědictví toto právo zaniká (tzn. k odmítnutí dědictví musí dojít pouze v době k tomu určené, s danými náležitostmi). Pokud tedy dědic neučiní žádný krok k tomu, aby dědictví odmítl, zůstane dědicem. Dědic, který učiní formálně správné kroky k tomu, aby dědictví odmítl, se považuje za dědice, který dědictví nikdy nenabyl. Není už účastníkem řízení o pozůstalosti.

## Historie

### Právní úprava platná do 31. prosince 1950
Podle obecného zákoníku občanského se vyžadovalo, aby se ten, kdo přichází v úvahu jako dědic, o svůj dědický podíl přihlásil podáním dědické přihlášky. Nepodal-li potenciální dědic dědickou přihlášku, pohlíželo se na něj, jako kdyby se smrti zůstavitele nedožil.

### Právní úprava platná od 1. ledna 1951
České dědické právo bylo od 1. ledna 1951 založeno na principu, že se osoba, jíž svědčí dědické právo (tj. ten, kdo přicházel v úvahu jako dědic), rovněž dědicem stal, pokud ovšem ve stanovené lhůtě a za stanovených podmínek dědictví neodmítl.

### Právní úprava platná od roku 1964–2013
V českém právním řádu bylo, až do doby přijetí nového občanského zákoníku, odmítnutí dědictví upraveno v ustanoveních § 463 až 468 občanského zákoníku. Dědictví šlo odmítnout ústním prohlášením u soudu (resp. soudního komisaře) nebo písemným prohlášením jemu zaslaným ve lhůtě jednoho měsíce ode dne, kdy byl dědic o právu dědictví odmítnout a o následcích odmítnutí soudem vyrozuměn. Tato lhůta mohla být z důležitých důvodů soudem prodloužena. Dědictví nemohl odmítnout dědic, který svým počínáním dal najevo, že dědictví nechce odmítnout. Dědictví nešlo odmítnout pouze z části. Prohlášení o odmítnutí dědictví nešlo odvolat; stejně tak nešlo odvolat prohlášení dědice, že dědictví neodmítá. K dědici, který byl neznámý nebo neznámého pobytu se při projednávání dědictví nepřihlíželo, nedal-li o sobě vědět.